# Delville Wood South African National Memorial
The South Africa (Delville Wood) National Memorial is een oorlogsmonument gelegen bij het Delvillebosin de gemeente Longueval in het Franse departement Somme in de regio Hauts-de-France. Het monument werd gebouwd naar een ontwerp van de architect Herbert Baker en ligt recht tegenover Delville Wood Cemetery. Het bestaat uit een gebogen muur, opgebouwd uit gekloven vuurstenen, met aan beide uiteinden een schuilgebouw. In het midden staat een poortgebouw met een koepelvormig dak waarop een bronzen sculptuur staat dat een paard met twee mannelijke figuren (Castor en Pollux) voorstelt.
Centraal staat een stenen altaar ter nagedachtenis aan alle Zuid-Afrikaanse slachtoffers uit de Tweede Wereldoorlog.
De namen van de meer dan 10.000 slachtoffers worden hier niet vermeld maar ze staan wel samen met de vermiste Britse strijdkrachten op de verschillende monumenten voor de vermisten (Memorial to the Missing) op andere locaties. Ten noorden van het monument bevindt zich het Delville Wood Commemorative Museum. Hierin wordt een register bewaard waarin de namen van de vermisten genoteerd staan. Het monument werd op 10 oktober 1926 door de weduwe van generaal Louis Botha ingehuldigd.
In 2014 werd op het binnenplein van het museum de gesneuvelde Beleza Myengwa herbegraven, de eerste Zuid-Afrikaanse gesneuvelde in Frankrijk, in een plechtigheid bijgewoond door Zuid-Afrikaanse vicepresident Cyril Ramaphosa. De gesneuvelde was oorspronkelijk begraven op de gemeentelijke begraafplaats van Bléville.